# Peyeremoceras
Peyeremoceras is een kevergeslacht uit de familie van de boktorren (Cerambycidae). De wetenschappelijke naam van het geslacht werd voor het eerst geldig gepubliceerd in 2009 door Sama.

## Soorten
Peyeremoceras is monotypisch en omvat slechts de volgende soort:
- Peyeremoceras surcoufi (Peyerimhoff, 1920)